# Provinzversammlung des Punjab

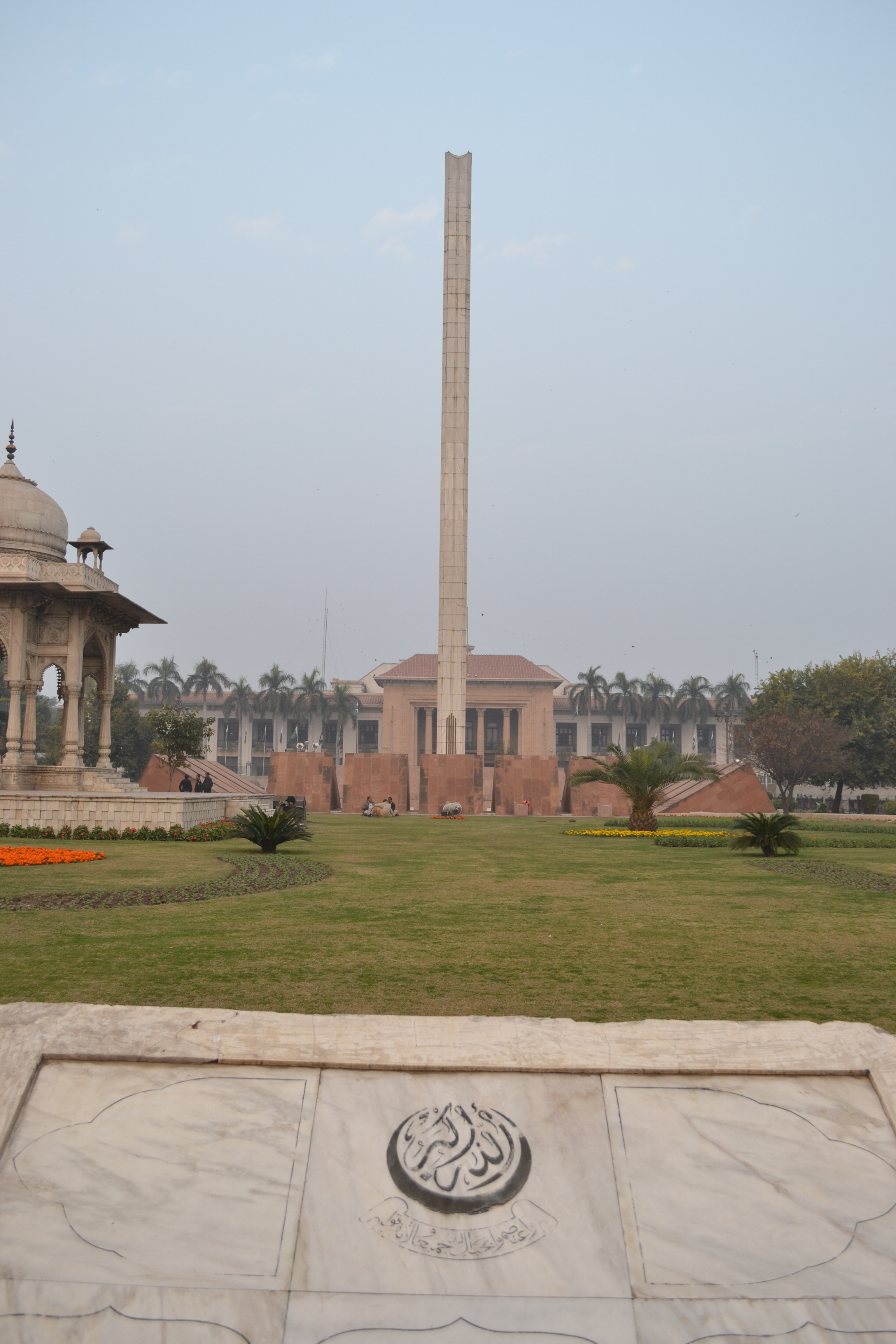
Gebäude der Provinzversammlung in Lahore

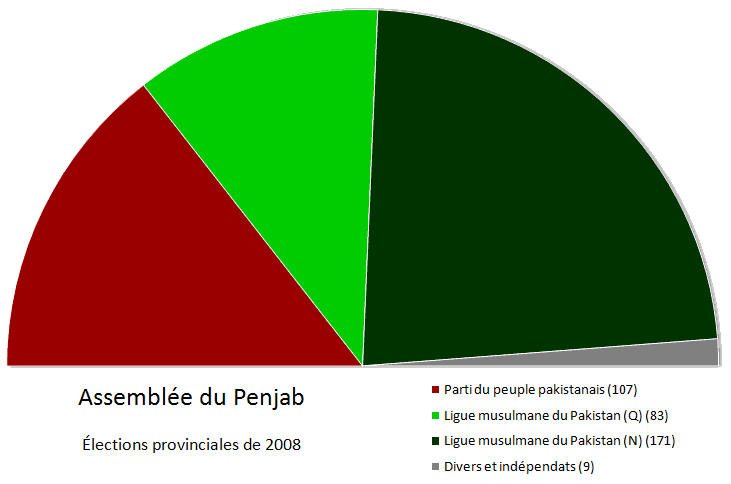
Zusammensetzung der Provinzversammlung ab 2008

Die Provinzversammlung des Punjab ist das Einkammer-Parlament der Provinz Punjab in Pakistan.
Die Provinzversammlung hat 371 Mitglieder, von denen 66 für Frauen und 8 für religiöse Minderheiten wie Christen (Anglikaner/Protestanten) reserviert sind.

## Zusammensetzung
Die Provinzversammlung setzt sich seit den Parlamentswahlen 2008 wie folgt zusammen:
| Partei                          | Sitze |
| ------------------------------- | ----- |
| Muslimliga Pakistans (N)        | 171   |
| Pakistanische Volkspartei (PPP) | 107   |
| Muslimliga Pakistans (Q)        | 83    |
| Muslimliga Pakistans (F)        | 3     |
| Muttahida Madschlis-e-Amal      | 2     |
| Unabhängige                     | 4     |
| Gesamt                          | 370   |
| Quelle:                         |       |